# Gais 1928/1929
Fotbollsklubben Gais spelade säsongen 1928/1929 i allsvenskan, där man slutade femma. Inget cupspel genomfördes denna säsong.

## Allsvenskan
Gais gjorde en mellansäsong med många ommöbleringar i laget, och hade inget att göra med toppstriden. Man slutade på en femteplats och blev därmed den första klubben i Göteborgsalliansen att inte hamna på medaljplats i allsvenskan.

### Tabell
| Nr | Lag                | S  | V  | O | F  | GM | IM | MS  | P  |
| -- | ------------------ | -- | -- | - | -- | -- | -- | --- | -- |
| 1  | Hälsingborgs IF    | 22 | 16 | 3 | 3  | 89 | 35 | +54 | 35 |
| 2  | Örgryte IS         | 22 | 15 | 3 | 4  | 72 | 42 | +30 | 33 |
| 3  | IFK Göteborg       | 22 | 14 | 4 | 4  | 56 | 34 | +22 | 32 |
| 4  | IK Sleipner        | 22 | 11 | 3 | 8  | 54 | 49 | +5  | 25 |
| 5  | Gais               | 22 | 9  | 4 | 9  | 47 | 43 | +4  | 22 |
| 6  | IF Elfsborg        | 22 | 8  | 3 | 11 | 41 | 54 | −13 | 19 |
| 7  | Landskrona BoIS    | 22 | 8  | 2 | 12 | 37 | 47 | −10 | 18 |
| 8  | IFK Malmö (U)      | 22 | 8  | 2 | 12 | 32 | 47 | −15 | 18 |
| 9  | AIK                | 22 | 7  | 3 | 12 | 47 | 55 | −8  | 17 |
| 10 | IFK Norrköping     | 22 | 4  | 8 | 10 | 25 | 33 | −8  | 16 |
| 11 | IFK Eskilstuna     | 22 | 7  | 2 | 13 | 41 | 74 | −33 | 16 |
| 12 | Westermalms IF (U) | 22 | 5  | 3 | 14 | 34 | 62 | −28 | 13 |

### Seriematcher
| Motståndare     | Hemma | Borta |
| --------------- | ----- | ----- |
| Hälsingborgs IF | 2–3   | 1–4   |
| Örgryte IS      | 1–5   | 0–0   |
| IFK Göteborg    | 0–0   | 2–3   |
| IK Sleipner     | 6–0   | 0–2   |
| IF Elfsborg     | 2–2   | 2–2   |
| Landskrona BoIS | 1–4   | 3–2   |
| IFK Malmö       | 3–1   | 0–1   |
| AIK             | 3–2   | 4–3   |
| IFK Norrköping  | 1–3   | 2–1   |
| IFK Eskilstuna  | 5–0   | 2–3   |
| Westermalms IF  | 1–0   | 6–2   |

### Spelarstatistik

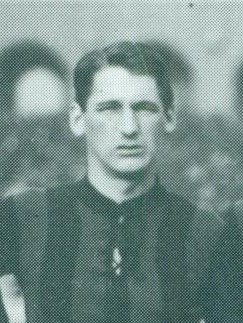
Albert "Abben" Olsson blev klubbens skyttekung i allsvenskan under säsongen.

| Namn                | Matcher | Mål |
| ------------------- | ------- | --- |
| Albert Olsson       | 22      | 14  |
| Alf Hjelm           | 22      | 8   |
| Rune Wenzel         | 22      | 7   |
| Erik Johansson      | 20      |     |
| Herbert Lundgren    | 19      |     |
| Gunnar Zacharoff    | 19      |     |
| Gustaf Gustafsson   | 16      | 1   |
| Bertil Thulin       | 14      | 7   |
| Helge Liljebjörn    | 13      | 2   |
| Nils Andreasson     | 12      |     |
| Olle Bengtsson (mv) | 11      |     |
| Elis Berntsson (mv) | 11      |     |
| Gunnar Olsson       | 10      | 1   |
| Henning Olsson      | 8       | 5   |
| Harry Johansson     | 8       |     |
| Gunnar Holmberg     | 7       |     |
| Harry Nilsson       | 5       | 1   |
| Allan Wenander      | 3       |     |